# Хандобоківка
Хандобоківка — село в Україні, у Семенівській міській громаді Новгород-Сіверського району Чернігівської області. До 2019 орган місцевого самоврядування — Орликівська сільська рада.

## Історія
В середині 2010-х у селі помер останній постійний житель.
18 лютого 2016 року село Першотравневе змінило назву на Хандобоківка постановою Верховної Ради в рамках декомунізації.
12 червня 2020 року, відповідно до Розпорядження Кабінету Міністрів України № 730-р «Про визначення адміністративних центрів та затвердження територій територіальних громад Чернігівської області», увійшло до складу Семенівської міської громади.
19 липня 2020 року, в результаті адміністративно-територіальної реформи та ліквідації Семенівського району, село увійшло до Новгород-Сіверського району.

## Повернення назви
4 лютого 2016 року Верховна Рада прийняла постанову, якою перейменувала село Першотравневе на село Хандобоківка, чим, фактично, повернула селу історичну добільшовицьку назву.